# 井陉旧城城墙
井陉旧城城墙，位于中国河北省井陉县天长镇，是明清两代井陉县城的城墙。1993年7月15日以井陉旧城为名入选第三批河北省文物保护单位，2013年入选第七批全国重点文物保护单位。